# Třída Van Speijk
Třída Van Speijk je třída fregat Nizozemského královského námořnictva, nyní však již sloužící v Indonéském námořnictvu. Fregaty byly do služby zařazeny na konci 60. let, v 70. letech byly modernizovány a v druhé polovině 80. let prodány do Indonésie. Celkem bylo postaveno šest fregat této třídy. Všechny jsou stále v aktivní službě.

## Stavba
Fregaty této třídy byly objednány na počátku 60. let jako náhrada nizozemských eskortních torpédoborců třídy Cannon, pocházejících z amerických druhoválečných přebytků. Pro urychlení prací byla vybrána tehdy velice moderní britská třída Leander, upravená dle nizozemských požadavků (především silnější protiletadlová výzbroj a nizozemská elektronika) a postavená v domácích loděnicích Nederlandse Doken Scheepsbouw v Amsterdamu a Koninklijke Maatschappij De Schelde ve Flushingu. Šest postavených lodí neslo tradiční jména Van Speijk (F802), Van Galen (F803), Tjerk Hiddes (F804), Van Nes (F805), Isaac Sweers (F814) a Evertsen (F815). Stavba probíhala od roku 1963, přičemž do služby byly fregaty zařazovány v letech 1967–1968.
Jednotky třídy Van Speijk:
| Jméno               | Spuštěna          | Dodání            | Status |
| ------------------- | ----------------- | ----------------- | --- |
| Van Speijk (F802)   | 5. března 1965    | 14. února 1967    | Po vyřazení prodána Indonésii, od 1. listopadu 1986 slouží jako Slamet Riyadi (352). Vyřazena 16. srpna 2019. V srpnu 2023 potopena jako cvičný cíl. |
| Van Galen (F803)    | 19. června 1965   | 1. března 1967    | Po vyřazení prodána Indonésii, od 2. listopadu 1987 slouží jako Yos Sudarso (353).                                                                   |
| Tjerk Hiddes (F804) | 17. prosince 1965 | 16. srpna 1967    | Po vyřazení prodána Indonésii, od 13. října 1986 slouží jako Ahmed Yani (351).                                                                       |
| Van Nes (F805)      | 23. června 1966   | 9. srpna 1967     | Po vyřazení prodána Indonésii, od 1. listopadu 1988 slouží jako Oswald Sihaan (354).                                                                 |
| Isaac Sweers (F814) | 10. března 1967   | 15. května 1968   | Po vyřazení prodána Indonésii, od 1. listopadu 1990 slouží jako Karel Satsui Tubun (356).                                                            |
| Evertsen (F815)     | 18. června 1966   | 21. prosince 1967 | Po vyřazení prodána Indonésii, od 1. listopadu 1989 slouží jako Abdul Halim Perdanakasuma (355).                                                     |

## Konstrukce

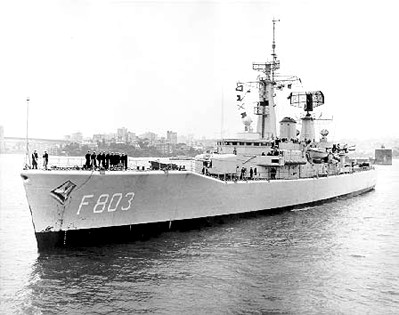
Fregata Van Galen ještě v původní podobě. Všimněte si dvoudělové věže se 114mm kanóny Mk 6.

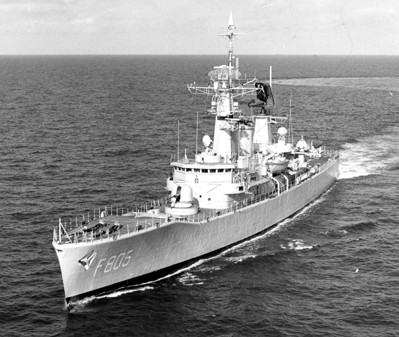
Fregata Van Nes po modernizaci. Na přídi je již 76mm kanón OTO Melara.

Výzbroj fregat tvořily dva 114mm kanóny Mk 6 v dělové věži na přídi, dva čtyřnásobné protiletadlové raketové komplety Seacat a jeden 305mm vrhač hlubinných pum. Zachována zůstala přistávací paluba a hangár pro jeden lehký vrtulník NBO-105CB. Pohonný systém tvoří dvě převodové turbíny a dva kotle. Nejvyšší rychlost dosahuje 28,5 uzlu. Dosah je 4500 námořních mil při rychlosti 12 uzlů.

### Modernizace
V letech 1976–1983 byla všechna plavidla postupně modernizována. Značných změn doznala výzbroj, elektronika i pohonný systém. Novou výzbroj tvořil jeden 76mm kanón OTO Melara Compact na přídi, dva čtyřnásobné kontejnery protilodních střel Harpoon, dva čtyřnásobné komplety střel Seacat a dva trojhlavňové 324mm torpédomety. Přistávací plocha i hangár byly zvětšeny, aby se do nich vešel protiponorkový vrtulník Westland Lynx. Radary byly vyměněny a jednotky Isaac Sweers a Evertsen dostaly nový vlečný sonar s měnitelnou hloubkou ponoru typu SQR-18A. Výtlak lodí vzrostl o cca 50 tun a počet členů posádky se snížil na 180.

## Zahraniční uživatelé
Na sklonku 80. let Nizozemsko celou třídu vyřadilo a odprodalo do Indonésie, kde slouží jako třída Ahmad Yani. Výzbroj plavidel byla zachována, pouze ji doplnilo několik 12,7mm kulometů. V roce 2006 byly pro indonéské fregaty objednány ruské supersonické protilodní střely Jachont. Jejich čtyři vertikální vypouštěcí sila byla zatím zkušebně instalována na fregatu Oswald Siahaan. Nachází se po stranách hangáru. Dne 20. dubna 2011 protilodní střela Jachont, vypuštěná z fregaty Oswald Siahaan, na vzdálenost 250 km úspěšně zničila cvičný cíl v podobě vyřazené výsadkové lodě Teluk Bayur.